# دیکلب جانکشن (نیویورک)
دیکلب جانکشن (به انگلیسی: DeKalb Junction) یک منطقهٔ مسکونی در ایالات متحده آمریکا است که در نیویورک واقع شده‌است. دیکلب جانکشن ۵۱۹ نفر جمعیت دارد و ۱۳۶٫۸۶ متر بالاتر از سطح دریا واقع شده‌است.